# 亚伦·斯沃茨
亚伦·希勒尔·斯沃茨（英語：Aaron Hillel Swartz，1986年11月8日—2013年1月11日）是美国电脑程序员、企业家、作家和互联网駭客運動者。他参与开发了RSS消息來源发布格式、Markdown文本发布格式、知识共享组织、网站开发框架，同时是社交媒体Reddit的联合创始人——在他的Infogami和亚历克西斯·瓦尼安及斯蒂文·霍夫曼的公司合并为Not a Bug的时候，由Y Combinator创始人保罗·格雷厄姆授予他创始人头衔。[a]
他的工作成果也集中在公民意识与行动：2009年，他协助成立了渐进社会变革活动委员会，期以了解有效的互联网运动。2010年，他成为哈佛大学埃德蒙·萨夫拉伦理研究中心的学者，在劳伦斯·莱斯格的领导下进行研究。他曾成立在线群组求进会——因反对禁止网络盗版法案的运动而闻名。
2011年1月6日，他被麻省理工学院警署以其违反州法非法闯入的罪名逮捕：他把一台电脑连接上麻省理工学院校园网络，放在了一个没有标记、没有上锁的柜子里；通过学院给予的访客账户，大规模系统性地下载JSTOR上的学术期刊。联邦检察官随后对他提起两项网络诈骗和十一项违反《电脑欺诈和滥用法》行为的诉讼——亚伦·斯沃茨将面临合计最高35年的刑期并处100万美元罚金、没收财产、归还失窃物品和监视居住的处罚。
他拒绝了联邦检察官提议其在联邦监狱服刑6个月的认罪协商，两天后，他被发现死在其于纽约布鲁克林区的公寓内，自缢而死。
2013年，亚伦·斯沃茨被追授入互联网名人堂。

## 生平

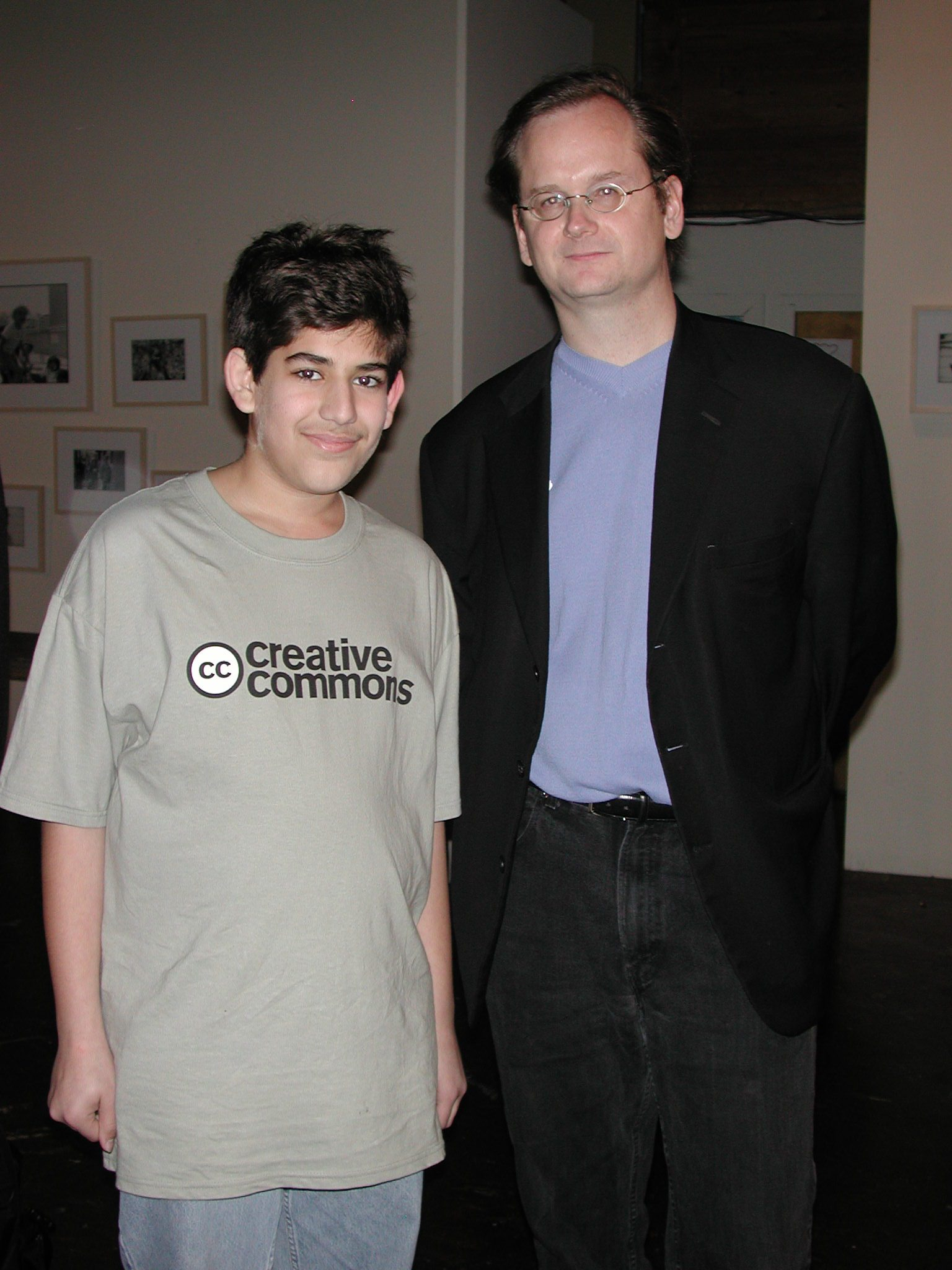
斯沃茨于2002年与勞倫斯·雷席格在创作共用发起会

斯沃茨生於美國伊利諾伊州的高地公園（芝加哥郊區），是猶太父母蘇珊和羅伯特·斯沃茨的長子，有諾亞和本傑明两名兄弟。他的父親創辦了軟件公司马克威廉公司。斯沃茨沉迷于计算机，编程和互聯網以及互聯網文化的世界里。他在北岸郡全日制学校上到九年级，在十年级的时候离开高中，并在芝加哥的一所地区大学学习课程。
13歲時，斯沃茨贏得為创办“有用、有教育意义、协作而非商业的网站”的年輕人而設的ArsDigita奖。 獎品包括參觀麻省理工學院及與互聯網界的知名人士見會。14歲時，斯沃茨加入編寫早期版本的RSS1.0版本的工作組。亞倫是一個經常寫網誌的人，他寫了很多關於他在斯坦福大學的經歷，例如他在創作知識共享组织中扮演的角色，著作權法以及其他各種主題。

### 创业
斯沃茨曾于斯坦福大学学习。大一时，他申请了Y Combinator的第一批夏日创始人计划，提出创办一家叫做Infogami的公司，通过建设内容管理系统，来帮助创建生动有趣的网站或者是结构化数据的维基。
2005 的整个夏天，他都在和其合伙人西蒙（Simon Carstensen）为了Infogami公司而忙碌。暑期过后斯沃茨未返回斯坦福校园，而是继续了他的创业之路。 
在斯沃茨创办Infogami的过程中，他发现有的Python开发框架并不合其心意，于是开发了网站应用框架web.py。在 2005 的夏天，斯沃茨与同期在Y Combinator的公司Reddit的创始人们一起重写了他们的代码，从Lisp转为使用Python和web.py。 
在Infogami寻求进一步资金失败后，Y Combinator 的组织者建议Infogami与Reddit合并。 2005年11月，两家公司合并成了Not a Bug公司，合并后，斯沃茨被给予公司联合创始人的头衔。虽然两个项目最初都未取得大量关注，但在2005-06两年间，Reddit逐渐有了更大的影响力。
2006年10月，Reddit 成功后被《连线》杂志的母公司康泰纳仕出版公司收购。斯沃茨跟随公司搬到了旧金山，开始在《连线》上班。斯沃茨并不太喜欢办公室生活，最终离开了公司。Infogami的平台在 Not a Bug 公司被收购后就废弃了，但相关软件被用于支持互联网档案馆的开放图书馆项目。同时，网站开发框架web.py也被用于斯沃茨及其他人开发的各种项目中。
2007年九月，斯沃茨和此前Infogami的合伙人西蒙（Simon Carstensen）一起创办了新公司Jottit，致力于用Python语言写一个基于Markdown的内容管理系统。

### 社会活动
2008 年，斯沃茨创办了Watchdog.net，“会咬人的优秀政府类网站”（"the good government site with teeth"），用于汇集政治人物相关的数据起来并进行数据可视化。同年，他写了一份广为流传的《推动信息开放宣言》（Guerilla Open Access Manifesto，参见 #开放获取）。
在支援社会活动方面，他最著名的项目之一是DeadDrop（之后更名为SecureDrop），一个致力于帮助记者和线人（告密者）安全沟通的平台，大型的新闻机构：《ProPublica》、The Intercept、《卫报》、《华盛顿邮报》等都在使用这个平台。

#### 先进社会变革活动委员会
2009 年，斯沃茨帮助创办了先进社会变革活动委员会（Progressive Change Campaign Committee），期望能进行学习如何进行有效的社会变革。
他在博客中写到，“我这两天都在试验怎么样能让进步性的政策被启用和进步的政治家当选。”斯沃茨第一次社会运动就是和先进社会变革活动委员会展开的，他们收集了上万个签名，将其交给了麻省的立法者们——希望他们指定一名参议员帮助前参参议员泰德·肯尼迪实现希望改革医保系统的遗愿。

#### 求进会
2010年，斯沃茨联合创办了求进会（Demand Progress），一个在线政治群组，致力于组织网民对人权问题，政府改革等问题“采取行动，联络国会和其他领导人，资助急迫的问题并传播消息。”
2010—11学年，斯沃茨在哈佛大学埃德蒙组织性腐败实验室担任研究员，在此期间，他参与了政治腐败的机制中实验性和地理性的研究。
作家科利·多克托罗在他的小说国土安全中，他采取了斯沃茨关于如何让主人公利用现有的选民信息开展一场反建制政治运动的建议。在小说的后记中，斯沃茨写道：“任何有足够毅力和天赋的人都可以使用这些政治黑客主义”工具。能否要改变这个系统，取决于你自己。我也乐意帮助你。”

#### 反对《禁止网络盗版法案》

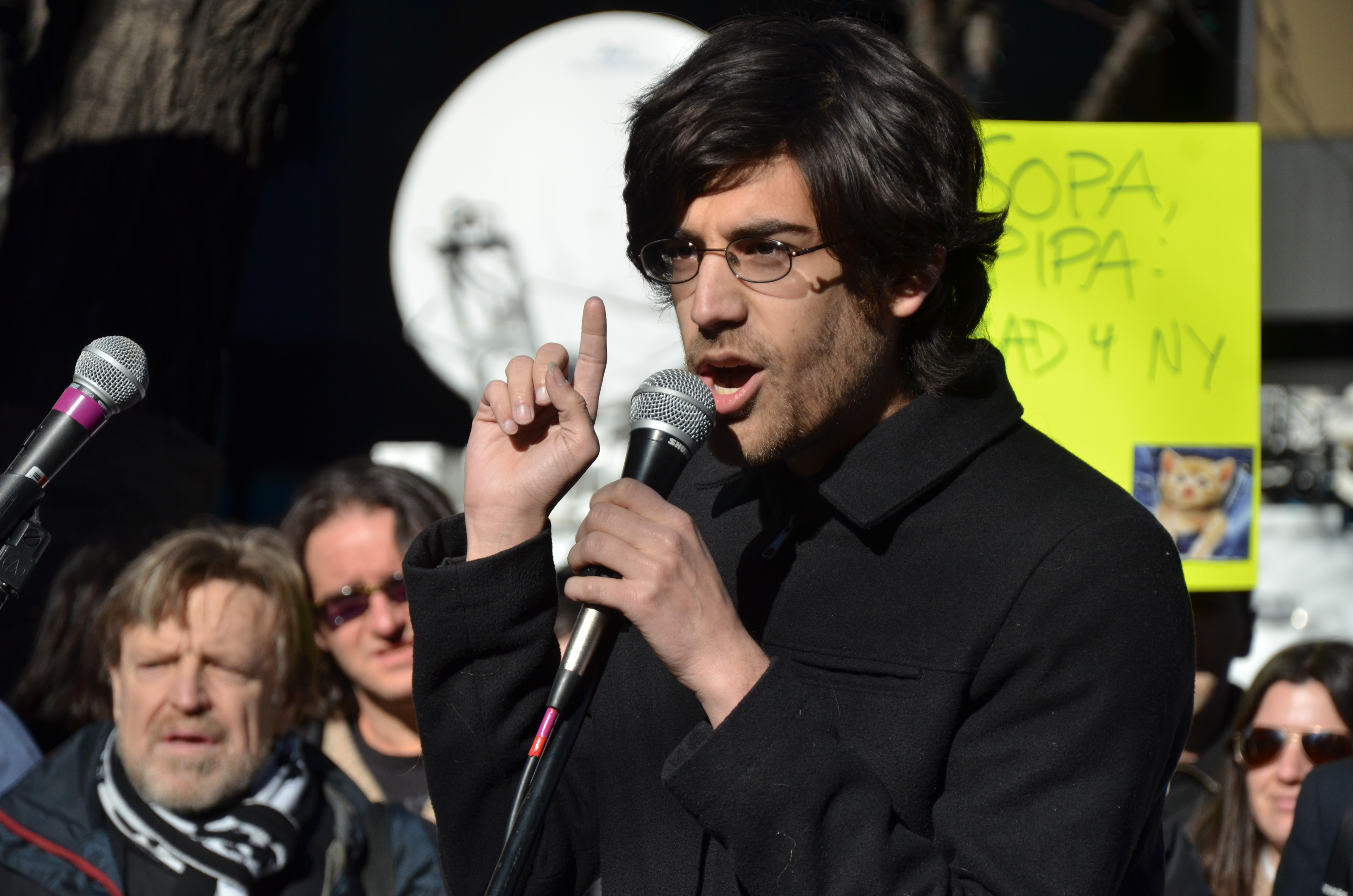
2012年，斯沃茨在反對禁止網絡盜版法案的抗議活動上發言

斯沃茨積極參與阻止《禁止网络盗版法案》（英文：Stop Online Piracy Act，缩写：SOPA）通過的運動。这份法案期望能够打击互联网盗版，但被批评使得美国政府更容易以侵权的名义关闭网站，同时也会给网站维护者带来过大的负担。
在法案失败后的2012年5月21日，斯沃茨在華盛頓特區的《F2C：自由连接2012》活動中發表演講，題为“我們是如何打败《禁止网络盗版法案》的”，他說：
这份法案……能让整个网站关闭，这让美国人无法和某些组群对话……我给所有的朋友都打了电话，然后我们花了一整个晚上给搭了一个网站——求进会，收集签名，反对这份法案的通过。最后，有30万人签了名。我们和国会成员的员工们沟通了……法案一致通过……然后，这个过程就停止了，国会议员榮·懷登暂停了这份法案的推进。
他说，“我们赢了这场战斗，因为每个人都把这件事当做是他们自己的事，关乎切身自由的事。”他是指这一系列由网站们发起的、反对这份法案的抗议，电子前哨基金会认为这是互联网历史上规模最大的抗议行动——总共有超过11万5000个网站参与。斯沃茨在一个ThoughtWorks公司的活动上也发表了类似主题的讲话。

#### 維基解密
2010年12月27日，斯沃茨提交了一份信息自由法请求，希望能公开切爾西·曼寧（据称是維基解密的一位线人）的遭遇。

#### 开放法院电子记录数据库
2008年，斯沃茨下载了大约270万份联邦法院的文件，這些文件储存在由美国法院管理办公室管理的PACER（开放法院电子记录）数据库中。
赫芬顿邮报这么说：“为了让文件能被公众访问而无需收费，斯沃茨从PACER系统里下载了公开的法庭文件。这个举动吸引了联邦调查局的注意，但最终没有提起控告，因为这些文件本来就该是公开的。”
PACER系统为每頁資料收取8美分费用。Public.Resource.Org的创始人马拉默德认为这些资料该是免費的，因為政府文件不受版權法保護。據紐約時報報導：“法院收費是为了替技術提供資金，但根據法庭報告，整個系統大约有1.5億美元的盈餘。”“PACER使用过去为拨号上网而设计的科技……把整个国家的法律系统都放在金钱和障碍的墙后，分割了人民與他所謂的「民主的作業系統」。」马拉默德呼吁大家行动起来，去17个提供PACER系统免费试用的图书馆把法院文档下载下来，然后经过他公开给大众。
看到马拉默德的呼吁后，斯沃茨写了一个Perl脚本：脚本跑在亚马逊的云服务器上，用萨克拉门托市图书馆的账户登录PACER系统，然后下载文档。从2008年9月4号至20号，脚本下载了大量的文档然后把它们上传到服务器上。他随后把这些文档转交了马拉默德的组织。
2008年9月29日，政府出版局停止了这项免费试用服务，称项目“需要評估」。美国联邦调查局随后调查了斯沃茨的行为。然而在两个月后，在未提起检控的情况下，调查终止。斯沃茨通过提交“信息自由法请求”获知了这次调查的文件，他认为这 “不过又展示了联调局混乱不堪，没有幽默感的一面。”PACER仍然收费，但Firefox用户可以通过使用一个叫做RECAP的扩展程序將下载的文档公開給大眾。

在斯沃茨2013年的追悼会上，马拉默德回忆了他们在PACER一案中做过的工作：他把上百万美国地区巡回法庭记录从《PACER》的“付费墙”中拯救出来。他说，“我们发现这些记录充斥着隐私侵犯的内容，包括医疗记录、未成年孩童的姓名、秘密线人的姓名等等。
我们把这些结果发给了31个地区巡回法庭的首席法官后，他们删改了这些文档，然后臭骂那些提交这类文档的律师……美国法院共同体改变了他们的隐私条例……[但对于]美国法院管理办公室的官僚们来说……我们是窃取了他们价值一百六十万美元财产的贼。所以他们给联调局打了电话……然而联调局也没找到我们的做法有任何法律上的问题……
马拉默德就斯沃茨和他就此PACER一事上的合作在他的网站上发表了一篇更为详细的经过。
供稿于《Ars Technica》，协助创建了基于斯沃茨下载的文档开发的RECAP拓展程序的蒂姆·李（Timothy Lee），说， "在爬虫脚本被关停的前几天，斯沃茨猜测他下载了PACER数据库中约25%的数据，《纽约时报》也报道说 “下载了大约20%的数据”。但根据数据库含有5亿份数据，斯沃茨下载了2700万数据的事实判断，下载的数据不到数据库的百分之一。

#### 英文維基百科

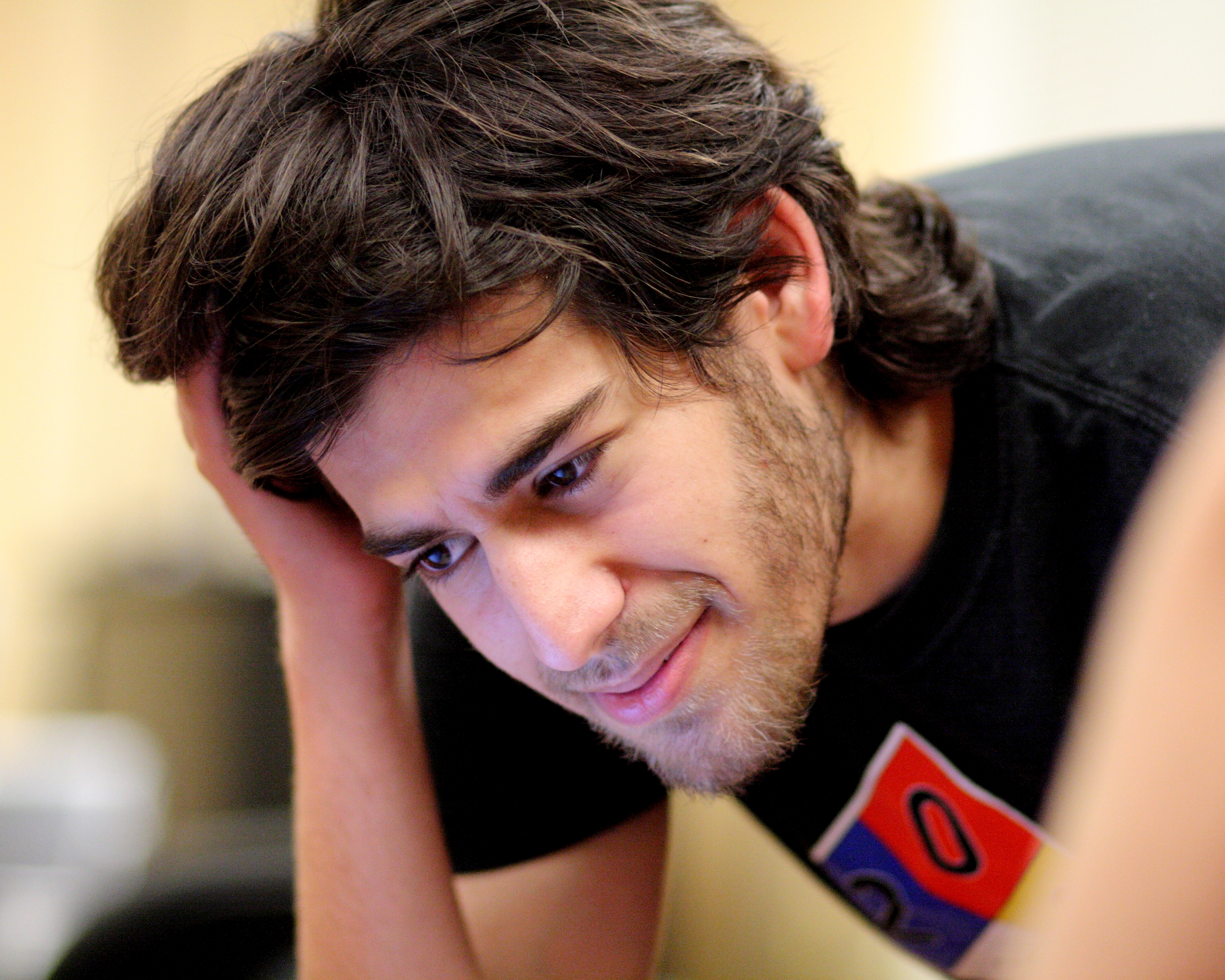
斯沃茨参与2009年波士頓的維基百科聚會

斯沃茨最初于2003年8月加入英文维基百科，曾积极地参与其編輯。2006年，他参选維基媒體基金會董事会，但最後落选。
同年，斯沃茨寫了一篇关于书写維基百科條目的分析，指出維基百科大部分的實際內容來自數萬不活跃贡献者，或所謂“外人”，每人做出的其他形式的贡献确不多，而500至1000個活跃編輯者則倾向糾正拼寫和格式上的錯誤。斯沃茨認為，“格式化编辑辅助了实际贡献者，而不是反过来。”他的结论——基于数个随机选择文章的编辑历史分析——與維基百科聯合創始人吉米·威爾士的分析相对，后者認為核心的活跃編輯提供了維基百科的大部分內容，而其他人主要修正格式問題。斯沃茨是通過計算編輯添加到某篇條目的總字符數量分析得到的结论，而威爾士則通过計算總編輯次數。
斯沃茨在美国政治机构、政府官员、作者等主题上添加了许多条目。他最後的一次编辑在2013年1月，是他死前的那一天。

## 软件开发

### W3C的RDF/XML标准
2001年，斯沃茨加入了萬維網聯盟（W3C）的RDF核心工作组。他撰写了RFC 3870 ：多媒体文件类型信息“Application/RDF+XML”，文档定义了一种新的多媒体类型RDF/XML以支持语义网。

### Markdown
斯沃茨是Markdown （一種轻量级标记语言）的主要贡献者。同时其是 html2text 编译软件（HTML 轉換為純文本）的作者。Markdown的语法显著地受到了受到斯沃茨早年开发的atx（2002）语言的影响，主要由于其今天被叫做‘atx风’的标题语法而被大众熟记。
```
# H1-header
## H2-header
...
###### H6-header

```

Markdown 至今仍被被广泛使用。

### 开放图书馆
在他死后，有报道指出，斯沃茨曾获取有美国国会图书馆的完整图书数据集——图书馆要求人们付费才能访问，但作为政府文档，在美国境内是没有版权的。通过把数据放到开放图书馆上，斯沃茨使其对所有人免费。国会图书馆项目得到了版权办公室的同意。
有信息表示，这份文件是通过普利茅斯州立大學的图书馆Scriblio系统捐献给互联网档案馆的。不论来源如何，这份文件最终成为了斯沃茨担任首席设计师的开放图书馆的基础。

### Tor2Web
2008年，斯沃茨和维吉尔·格里菲斯一起开发设计了Tor2web，一个用来访问匿名服务列表的 HTTP 代理。这个代理为使用普通网页浏览器访问 Tor 网络提供了方便。

### DeadDrop
2011—12年间，斯沃茨、凱文·鮑爾森、詹姆斯·杜伦一起开发实现了DeadDrop，能让匿名线人发送电子文件而不被发现。2013年5月，纽约客杂志使用这个软件搭建了自己的“Strongbox”平台。出版自由基金会接管了软件的开发，并把它改名为SecureDrop。

## JSTOR
州和联邦有关部门指出，斯沃茨在2010年末2011年初其间数周，经由MIT校园网，使用數位圖書館JSTOR下载了大量的[b]期刊文章。
当时斯沃茨是哈佛大学的一名研究员，因此有JSTOR账户。MIT“开放校园”的访客能通过校园网访问 JSTOR。
有关部门指出，斯沃茨把一台笔记本电脑连接到网络交换机上，放在MIT的一个受控的配線間里，下载了大量的文档。据媒体报道，柜子的门并没有锁。发现后，他们在房间里放了一个摄像头，而没有动那台电脑。在2011年6月，他们达成和解，不进行民事诉讼，条件是要求斯沃茨交出下载的所有数据。

### JSTOR 的回应
2010年9月25日，MIT的IP地址18.55.6.215开始每分钟发送数百个PDF文件下载请求，影响了整个JSTOR站点。这使得这个地址被封禁。早晨，另一个MIT的IP地址也开始发送大量的 PDF 下载请求，使得JSTOR的防火墙临时封锁了整个MIT18.0.0.0/8 网段地址。稍后，MIT 收到了一封解释情况的邮件——
JSTOR的一位雇员在同年9月29日给MIT的邮件中写到：
注意这是极端状况。我们通常每次只会封锁一个独立IP地址——最多大约6个每天，在有7000多个机构订阅者的情况下——在当前情况下，我们注意到生产站点的性能下降。我在这儿的5年中，印象中，只有3、4次这种情况。

采用的模式是为每一个或多个PDF下载创建一个新的会话。这很有效，但不小心。从我们这儿，我们观察到最多每小时有20万的会话。——姓名被抹去，JSTOR，
2013年7月30日，JSTOR公开了300份删减过的文档——是此前在收到美利坚合众国诉亚伦·斯沃茨一案法院传票时，被送往给美国检察官办公室的。
(下述图片都是来自此份3461页的PDF文档的节选。)

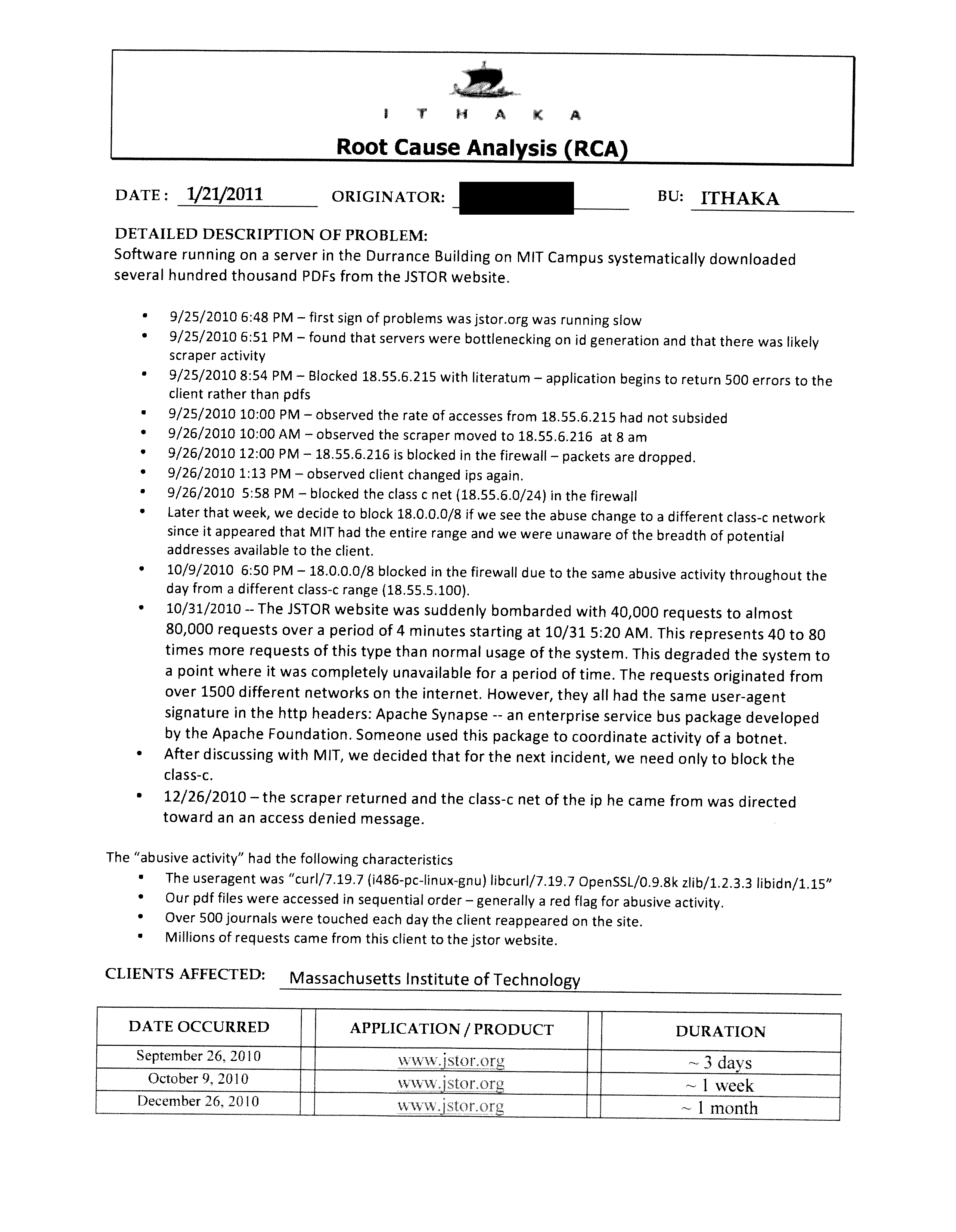
《根本原因分析》（Root Cause Analysis）" 报告 (第一面), 描述了从2010年9月25日至11月26日发生的事件。
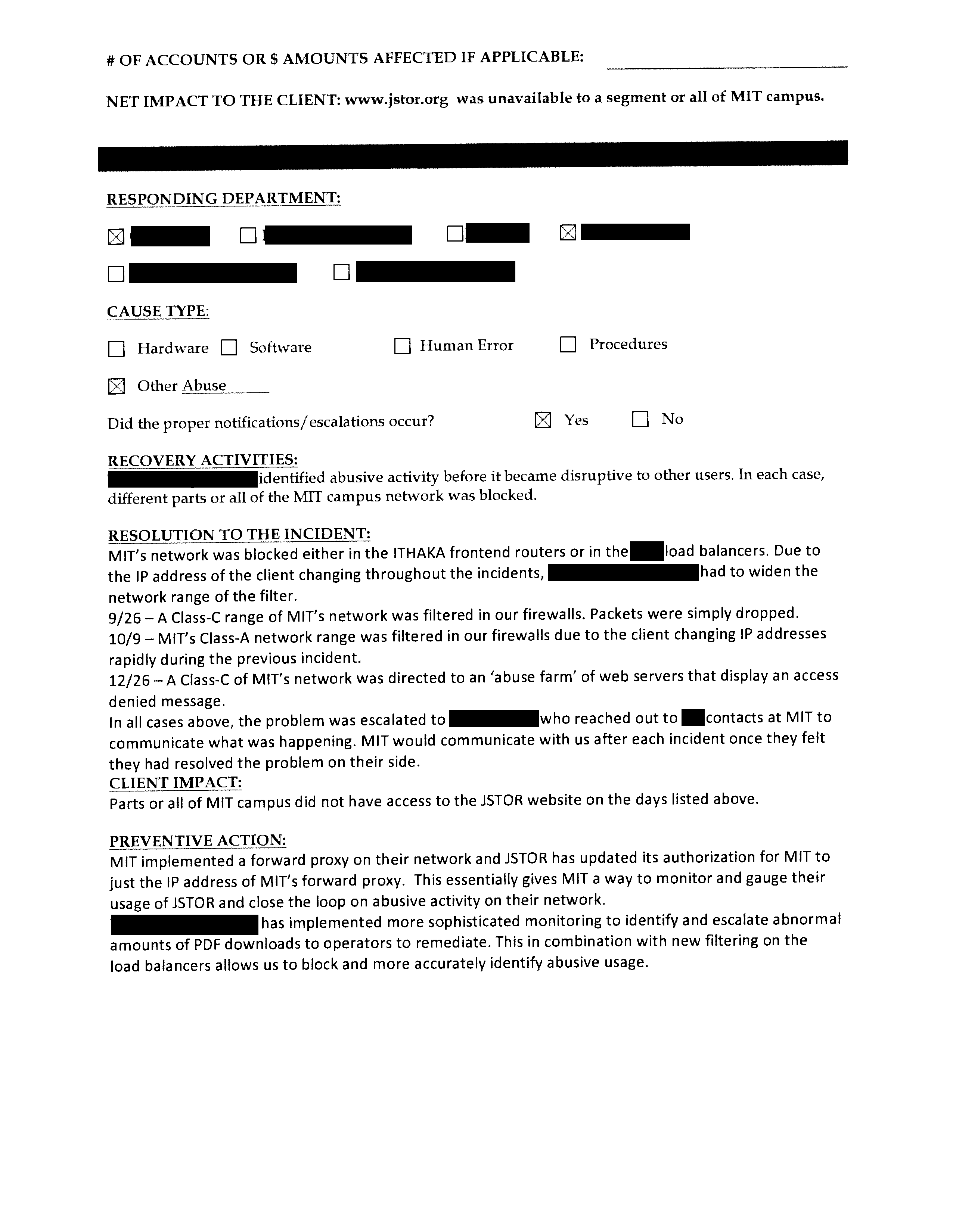
《根本原因分析》报告（第二面）, 展示了JSTOR的回应和其事故处理流程。
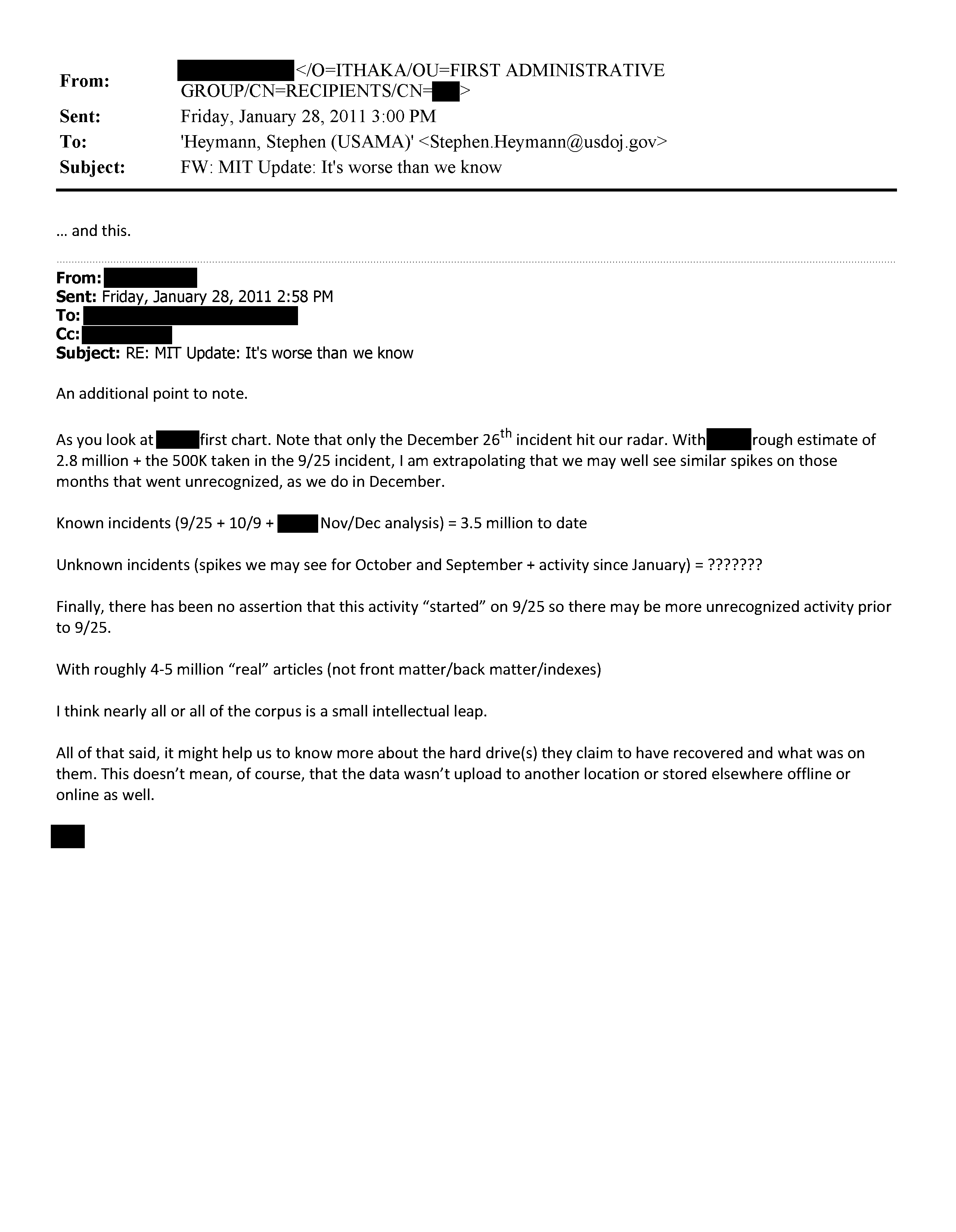
从JSTOR发往斯蒂芬·海曼 (助理检察官) 的邮件，估计大约有350万PDF文档被下载。
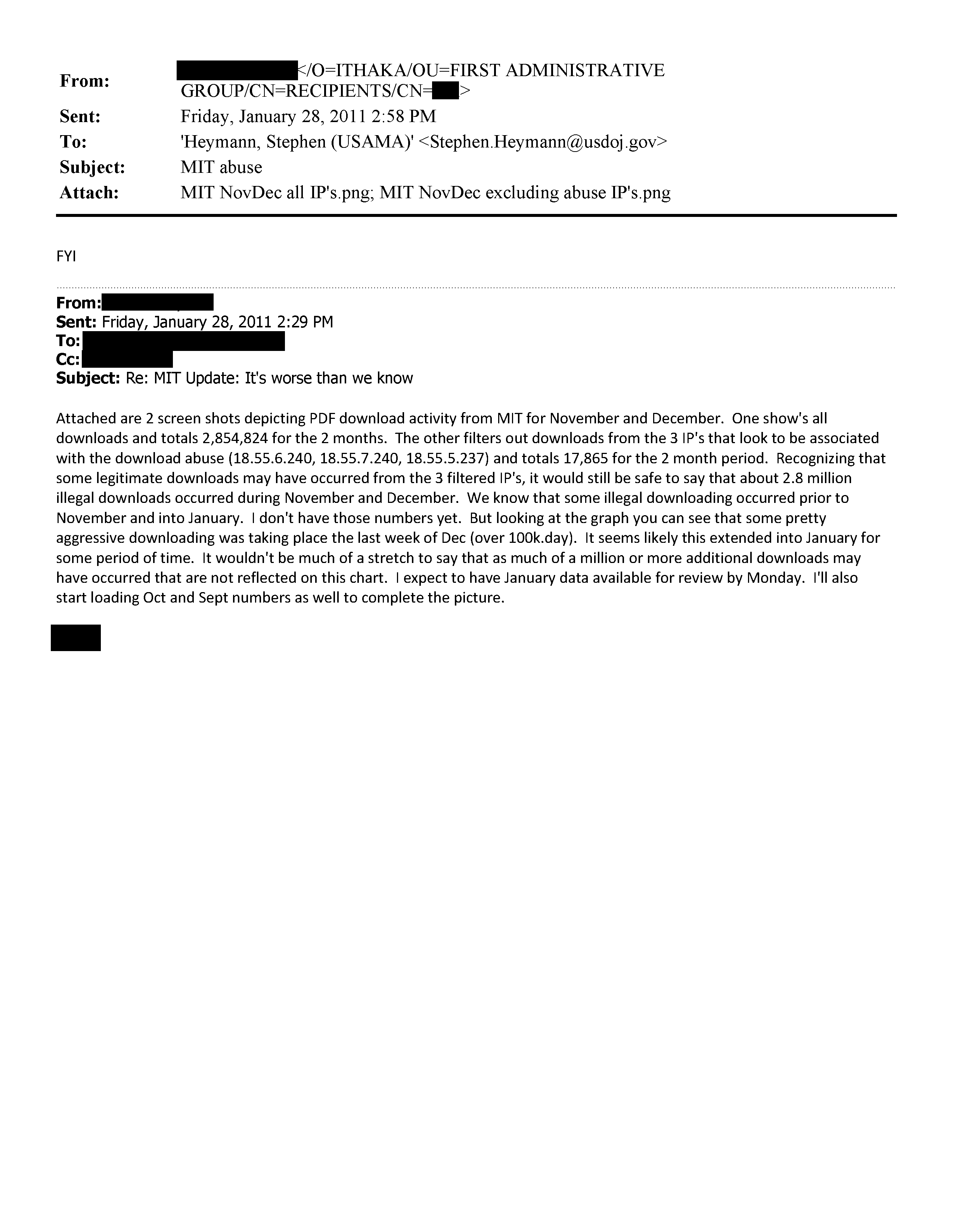
展示PDF下载活动截图的邮件（看后图）
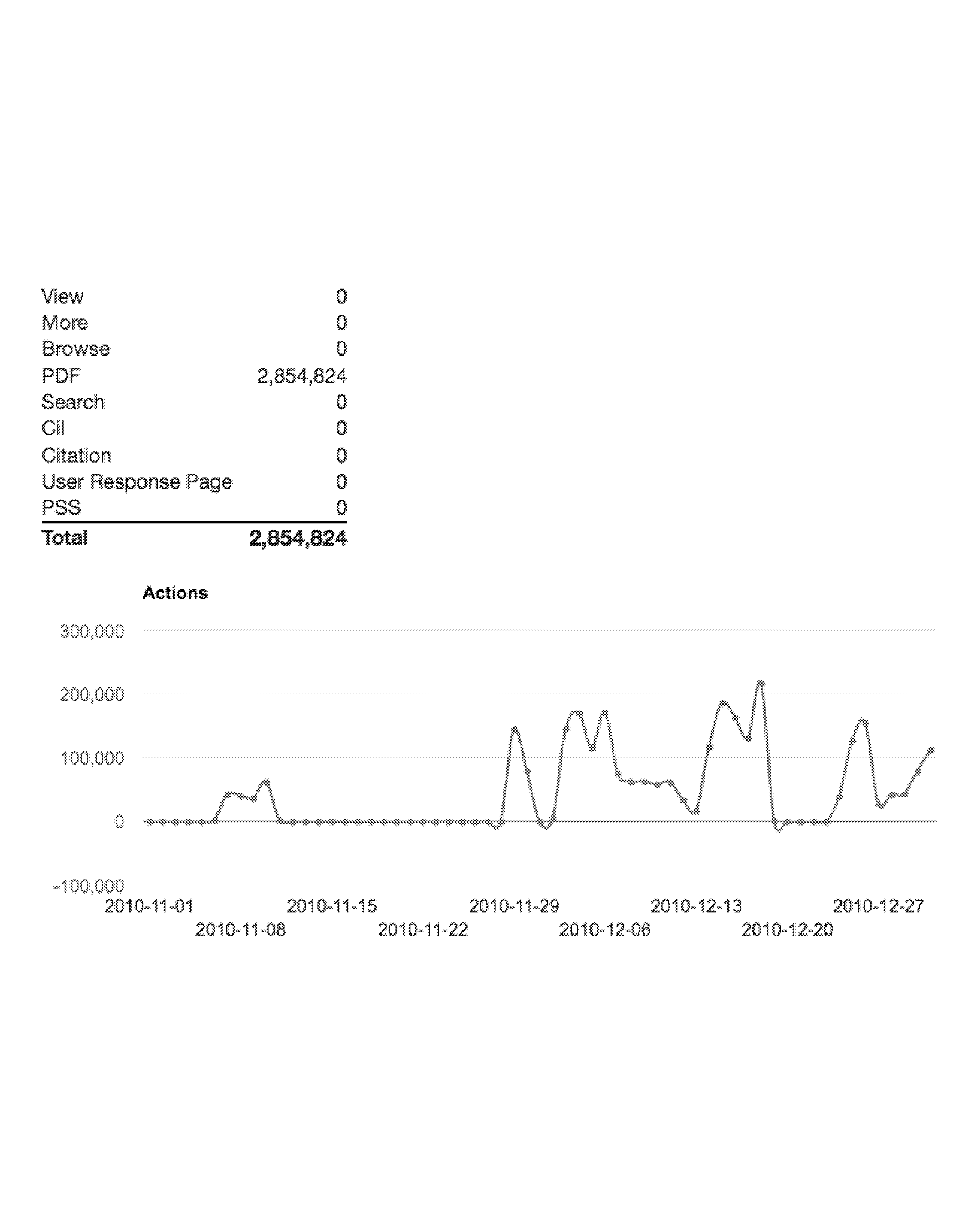
11月1日至12月27日间，JSTOR数据库和MIT服务器之间的交互。
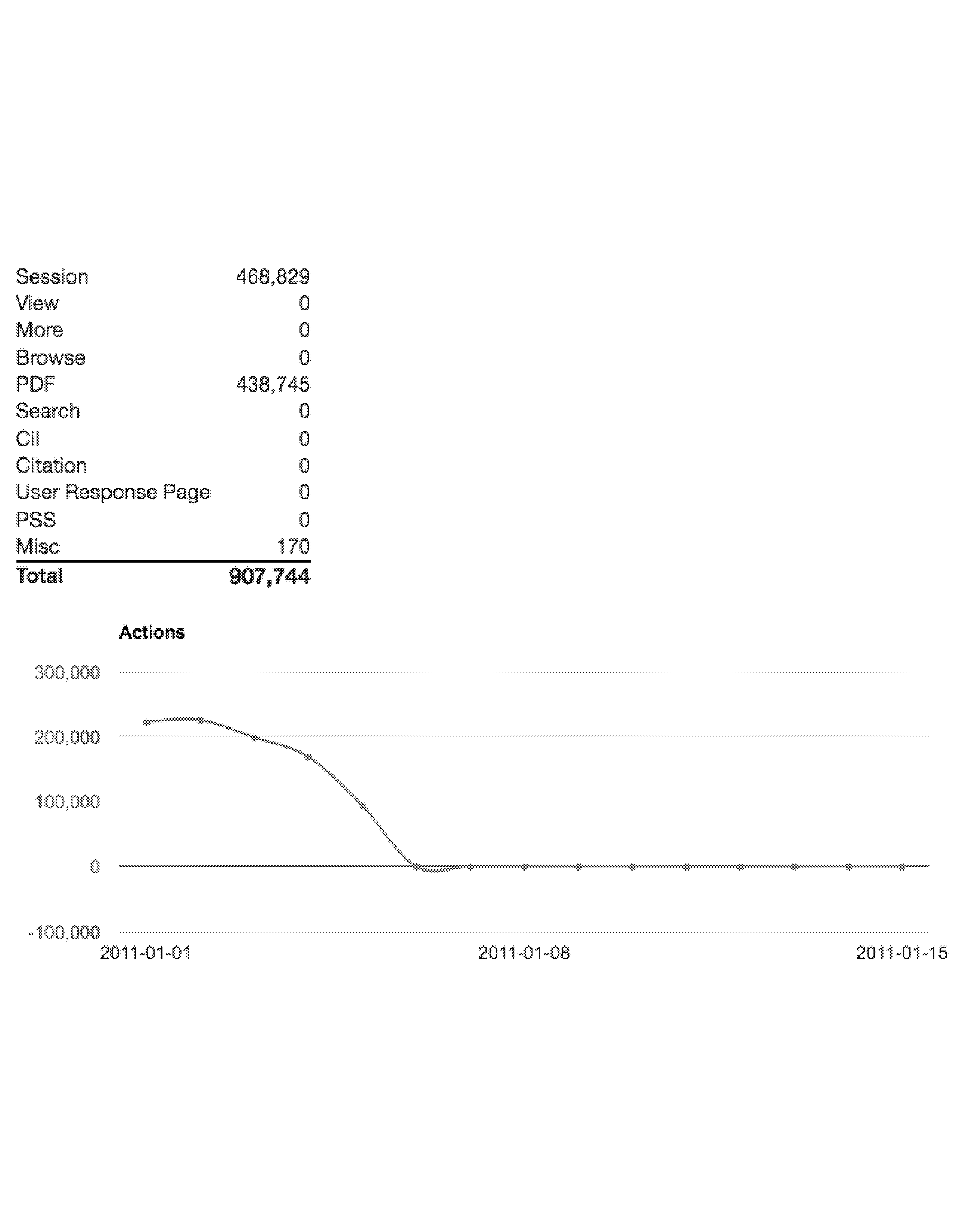
1月1日至15日间，从JSTOR到MIT的PDF活动。

### 逮捕与起诉
2011年1月6日晚，斯沃茨在哈佛大学校园附近被MIT警察和一名美国特勤局特工逮捕。
他因违反州法非法入侵和有犯重罪意图而被提审于剑桥市地方法院。
2011年6月11日，斯沃茨被联邦大陪审团因电信诈骗、非法从受保护的计算机中获取信息、大意破坏受保护的计算机的罪名检控。
2011年11月17号，斯沃茨被米德尔塞克斯郡高等法院大陪审团以故意闯入、盗窃、未授权访问电脑网络的名义检控。同年12月16日，州检察官告知他们不再起诉两个在11月17日列出的罪名了。检控在次年3月8日放弃。根据米德尔塞克斯郡高等检察院法院人表示，州府放弃检控是为了让的联邦调查顺利进行，后者由斯蒂芬·海曼领导，有特勤局特工迈克尔·皮克特提供的证据。
2012年9月12日，联邦检察官提交了一份更新的检控，增加了九项重罪，使得斯沃茨最高面临50年的监禁和100万罚款。在与斯沃茨的律师进行抗辩协商的过程中，控方提出如果斯沃茨承认13项违反联邦法的罪名，就会推荐六个月最低限制监狱的刑期。斯沃茨和其首席律师拒绝了这份提议，选择了上庭——检方将不得不解释他们为何检控斯沃茨。
这项由前美国麻省总检察官卡门·奥提兹带来的联邦检控行动被广为批评，曾在尼克松时代担任白宫首席法律顾问的约翰·迪恩就认为因为据称的计算机犯罪而控诉13项罪名是过度检控和过度反应（英語：overzealous）的。
斯沃茨在2013年1月11日自杀身亡。他死后，联邦检察官放弃了检控。2013年11月4日，在《连线》杂志调查记者提出的FOIA请求下，特勤局公开了数份与此案相关的文档——其中就包括斯沃茨进入MIT网络隔间的视频。

## 死亡、葬礼与悼念活动

### 去世
2013年1月11日晚，斯沃茨的女友塔伦在他布魯克林的公寓里發現了他的遺體。纽约市首席医学检查员办公室發言人稱斯沃茨自縊身亡且並未找到遺書。斯沃茨的家人創辦了一個關於他的紀念網站，並在網站上發表了聲明稱“他利用自己驚人的程式和技術才能，卻不為謀利，而是讓互聯網與世界更公平，更美好”。作家科利·多克托羅寫道：“亞倫的政治觀點、技術及對人和對議題的理解能力是無與倫比的結合。我認為他已經徹底改變了美國的政治。”

### 葬礼与悼念活动

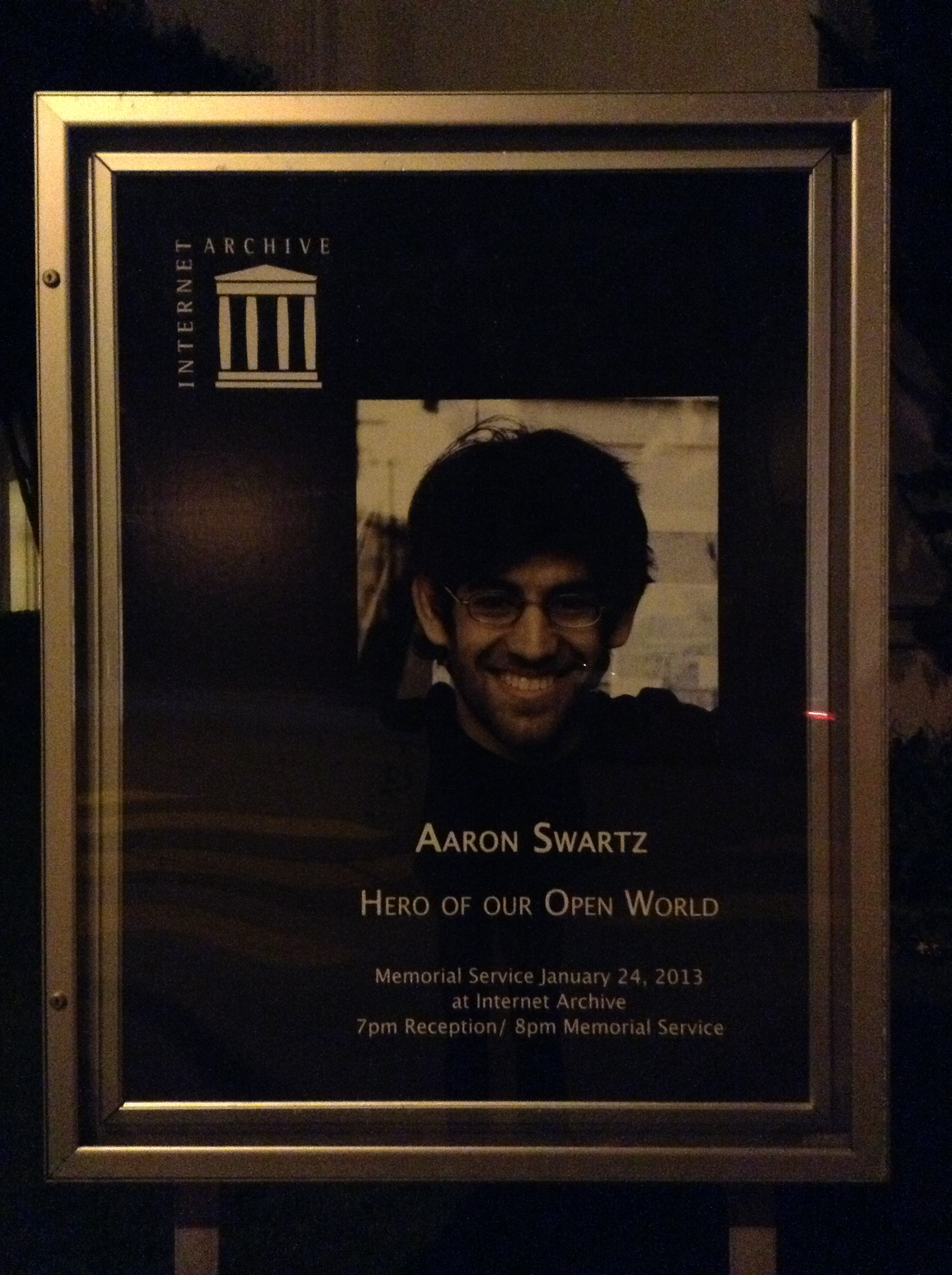
2013年1月24日，舊金山互聯網檔案館總部的亞倫·斯沃茨紀念標誌

斯沃茨的葬禮於2013年1月15日舉行，萬維網的發明者蒂姆·伯納斯-李在葬禮上發表悼詞。紀念活動定於1月18日、19日及24日分別在馬薩諸塞州劍橋，紐約市及旧金山進行。同一天，《華爾街日報》發表了一篇部分基於對(亚伦女友)塔伦·斯坦布里克纳-考夫曼 (Taren Stinebrickner-Kauffman)的採訪的報導。  她告訴《華爾街日報》，斯沃茨沒有錢支付審判費用，而且“他很難通過尋求幫助......讓他生活的那一部分公之於眾”。 她說，他也很沮喪，因為他的兩個朋友剛剛被傳票，而且他不再相信麻省理工學院會試圖阻止起訴。
在斯沃茨的葬禮前，勞倫斯·雷席格發表了悼詞。他譴責對斯沃茨的判決不符合比例原則，稱：“問題在於——政府必須回答為何斯沃茨必須被打上‘重罪犯’的標籤。他并不願接受18個月的談判。”科里·多克托罗（英語：Cory Doctorow）寫道，“亞倫擁有無以倫比的政治洞見力、技術能力和處理人、事的智慧。我認為他本可以徹底改變美國（及世界）政治。不過——他的遺產仍然可以在將來對政治做出影響。”
幾場追悼會緊隨其後。 1月19日，數百人參加了在柯柏聯盟學院(Cooper Union)舉行的追悼會，演講者包括(亚伦女友)塔伦·斯坦布里克纳-考夫曼 、開源倡導者 Doc Searls、知识共享（Creative Commons）的Glenn Otis Brown、記者 Quinn Norton、ThoughtWorks 的 Roy Singham、和求进会（Demand Progress）的 David Segal。1月24日，舊金山互联网档案馆總部舉辦了一場紀念活動（視頻），演講者包括斯坦布里克納-考夫曼、Alex Stamos、布魯斯特·卡利、彼得·埃克斯利 和 Carl Malamud。
2月4日，在國會山的 Cannon House 辦公大樓舉行了一場追悼會； 參議員榮·懷登和眾議員達雷爾·伊薩、阿蘭·蓋雷森、和 賈雷德·波利斯在這場追悼會上發言， 和其他出席的立法者包括參議員伊麗莎白·沃倫和眾議員佐伊·洛夫格伦和简·夏科夫斯基。  3月12日還在麻省理工媒体实验室舉行了追悼會。
斯沃茨的家人推荐为GiveWell捐款来纪念他，這是一個斯沃茨欽佩、合作過的組織，也是他遺囑的唯一受益組織。

## 反應

### 美國司法部
卡门·奥提兹，時任美國馬薩諸塞州地區檢察官，说“作為父母和姐妹，我只能想像亚伦·斯沃茨的家人和朋友所感受到的痛苦，[...] 然而，我必須明確表示，這辦公室的行為在提起和處理此案時是適當的。”

### 家人的回应和批评
2013年1月12日，亚伦的家人和女友发表了一份声明，批评了检察官和MIT。在他儿子1月15日的葬礼中，罗伯特·斯沃茨说到：“亚伦是被政府杀死的；麻省理工学院则违背了自己的全部原则。”
米奇·卡普爾在Twitter上发表了这则声明。汤姆·杜伦，负责检控斯沃茨一案的麻省首席检察官卡门·奥提兹的丈夫，说到：“在儿子的讣告里指责别人真是闻所未闻，连6个月监禁的抗辩交易都没有提到。”这则评论引发了一些争议，《Esquire》杂志作者查理·皮尔斯回复说，“她丈夫和这些为她辩护的人把监狱中服刑6个月当做一件小事，说明我们的检察官们的想法都很有问题。”

### 麻省理工學院与其調查
麻省理工學院维持着一个开放校园和开放网络的政策，斯沃茨死后两天，学院主席雷欧·拉斐尔·莱夫委托教授哈尔·阿伯尔森就学院在斯沃茨的“法律争议”中的选项和决定做出分析。为了帮助报告收集事实，麻省理工创建了一个网站，社群成员可以提出他们希望报告回答的问题。
斯沃茨的律师要求所有审讯前的文档都被公开，而麻省理工不同意。斯沃茨的支持者们就反对不删改公共证据一事批评了麻省理工。
2013年7月26日，阿伯爾森领导的小组提交了一份182页的报告给麻省理工学院主席雷欧·拉斐尔·莱夫，并被批准于7月30日公开。小组报告麻省理工没有支持对斯沃茨的检控，也没有做错事。尽管如此，报告也指出，虽然麻省理工一直在学院层面支持开放获取文化，学校从未就此事支持过亚伦·斯沃茨。报告也披露，比如，麻省理工考虑过就此事发表公开声明，但并未实行。

### 報刊

亚伦·斯沃茨的涂鸦，由纽约布鲁克林涂鸦艺术家 BAMN 创作

赫芬顿邮报报道称：“在检控斯沃茨一案后，奥提兹面临着重大挫折：民众在签署希望白宫罢免她的请愿。”其他机构也有类似报道。
路透社把斯沃茨称作是一个“网络符号”（“an online icon”）——“帮助了不计其数的线上信息的流通，包括1900万联邦法庭的文档。”据美联社报道：“斯沃茨一案显示了社会对不为私利，而为了使信息公开而侵入计算机系统的人不断变化的看法，”同时指出：JSTOR的律师，前纽约北区首席检察官，Mary Jo White曾要求办案的检察官放弃检控。
Hyperallergic的编辑Hrag Vartanian谈论到，纽约布鲁克林的壁画艺术家“不论什么方式”（By Any Means  Necessary，简称“BAMN”）为斯沃茨画了一幅壁画。“斯沃茨是一个为了我们能访问自由和开放的互联网而斗争的大好人，”艺术家说，“他远不只是那个 ‘Reddit 人’。”
2013年4月17日，哈拉瑞 (Yuval Noah Harari) 將斯沃茨描述為“信息自由運動的第一位殉道者”。 然而，根據哈拉瑞的說法，斯沃茨的立場並沒有說明對人身自由或言論自由的信念，而是源於年輕一代越來越相信信息應該是自由的。
2013年，肯尼思·戈德史密斯用他的《打印互联网》（英語：Printing Out the Internet）展览向斯沃茨致敬。
亚伦·斯沃茨的死被报道加强了对学术的开放获取。在伊利诺伊州，斯沃茨的影响力使得州立大学采用了有利于开放获取的政策。

### 互聯網

#### 黑客
2013年1月12日，匿名者（Anonymous）成员黑入了两个MIT域名下的站点，把它们替换成给斯沃茨的献礼，呼吁互联网社群以他的死当做开放获取运动的赛点。标语包括了一系列改进美国版权法系统的要求和亚伦斯沃次的《开放获取宣言》。
2013年1月18日晚，MIT的电邮系统下线了10个小时。1月22日，发往麻省理工的邮件被黑客Aush0k和TibitXimer发往韩国科学技术院。其他所有到麻省理工的流量都被转发到了哈佛大学一个发布了一则声明的电脑上，标题为“安息吧，亚伦·斯沃茨”（R.I.P Aaron Swartz），内容则是斯沃茨2009年的一则贴文，伴有芯片版的音乐《星条旗》。麻省理工在七个小时後夺回控制权。
2013年1月26日晚，美国量刑委员会的网站USSC.gov，被匿名者攻入。主页被替换成了一个Youtube视频《匿名者行动-最后一击》（Anonymous Operation Last Resort）。视频表示斯沃茨面临着一个“不可能的选择”。
在斯沃茨首个忌日的前一周，一位黑客从瑞士出版公司下载了“数十万”学术刊物文章，并把它们重新发布在了开放网络上。

#### 白宫请愿
斯沃茨死后，有超过5万在网上联署向白宫请愿，要求“亚伦·斯沃茨一案行为过分”的奥提兹辞职。类似的，要求斯蒂芬·海曼辞职的联署请愿也被提交。
2015年1月，亚伦死后两年，白宫拒绝了两份请愿。

### 纪念
2013年8月3日，斯沃茨被追授予进入互联网名人堂的荣誉。2013年斯沃茨生日左右，举行了一个以纪念斯沃茨为名的黑客马拉松。2013年11月8-10日，第二个纪念斯沃茨成果的黑客马拉松在至少16个城市举行。2013亚伦·斯沃茨黑客马拉松的主要主题包括隐私和软件工具、透明化、行动主义、访问、修补法律和一个低成本书刊扫描仪。2014年1月，勞倫斯·雷席格领导了一场走过新罕布什尔州的游行，希望能推动财务改革。
2017 年，土耳其-荷蘭藝術家 Ahmet Öğüt 通過描繪斯沃茨半身像的題為“人民的信息力量”的作品來紀念斯沃茨。

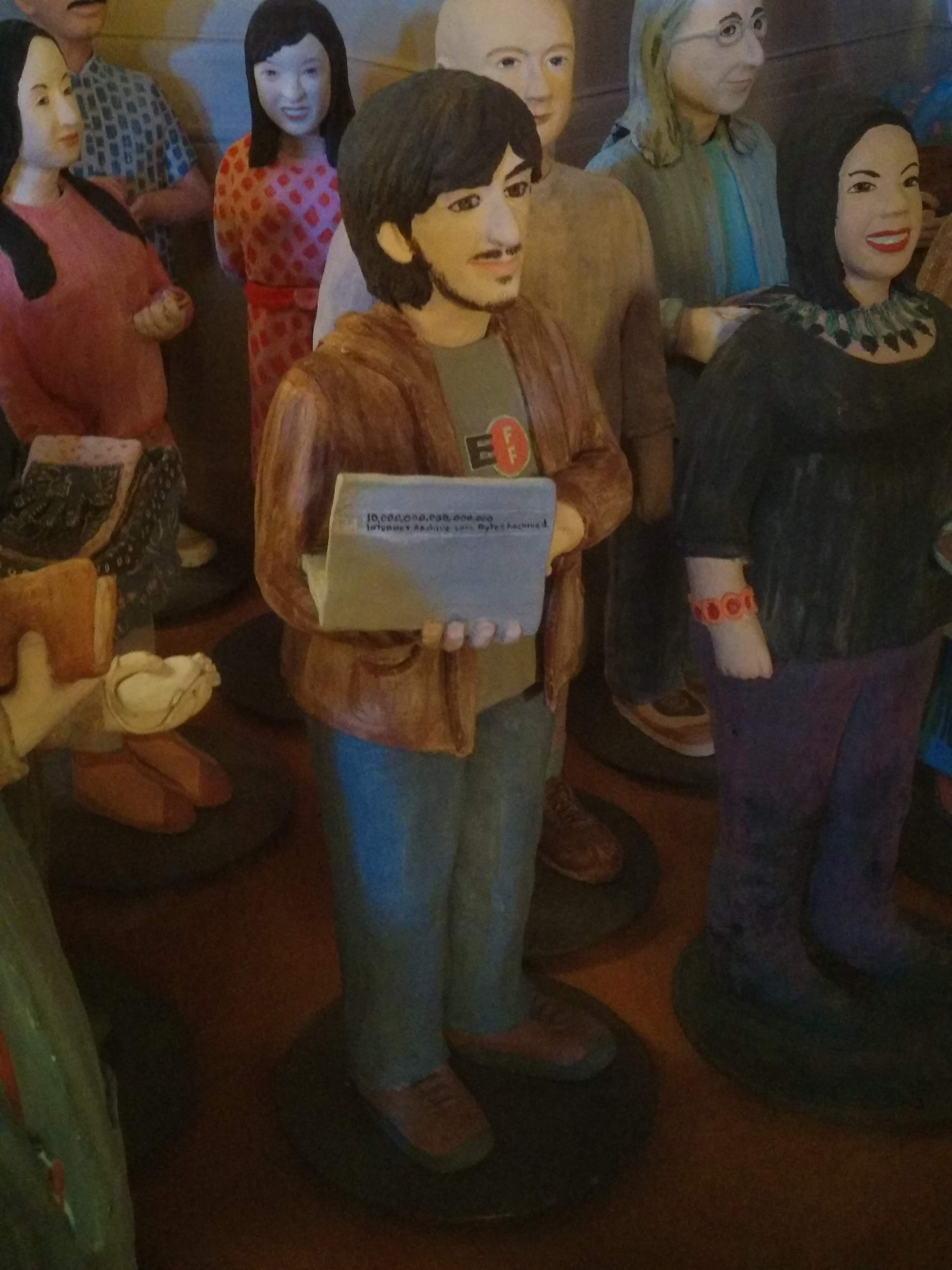
在互联网档案馆中的亚伦·斯沃茨粘土雕像

## 遺產

### 开放获取
在 2002 年，斯沃茨曾声明他死后，希望他硬盘中的所有内容都能被公开访问。
作为开放获取运动长期以来的支持者，斯沃茨在他的《开放获取宣言》（Guerilla Open Access Manifesto）中写道：

这个世界的科学成果正在被大面积的电子化，并锁在少数几个私有公司的柜子里。
开放获取运动正在勇敢地斗争，希望科学家们不要把自己版权出让，而是把成果发布到互联网上，使得所有人都可以访问。

斯沃茨的支持者在他死后，开展了一项#PDFTribute的运动，以支持开放获取。1月12日，伊娃（Eva Vivalt），世界银行的发展经济学家，开始把她所有的学术文章发布上网，并加上主题标签#pdftribute作为对斯沃茨的致敬，此后学者们开始张贴了到他们各自研究成果的链接。
斯沃茨的故事让开放获取科研成果的话题得到了更广泛的关注；使许多机构和个人开始倡导开放获取科学知识；使开放获取科研数据显得更紧迫了。
普林斯顿大学的Think Computer 基金会（Think Computer Foundation）和信息技术政策中心宣布了以纪念亚伦·斯沃茨为名的奖学金。
2013年，斯沃茨被追授予美國圖書館協會的詹姆斯·麦迪逊奖，以纪念他作为“公众参与政府行为和不受限制访问同侪评议过的学术文章的倡导者”做出的贡献。
同年3月，由于与所属的羅德里奇出版公司的争端，《图书馆管理期刊》（Journal of Library Administration）的编委会集体辞职。一位编委会成员写道，在亚伦·斯沃茨死后，“在非开放获取刊物上发表要受到良知的谴责”。
欧洲研究委员会的“cOAlition S”联盟启动了S计划，继续着亚伦斯沃茨的斗争。致力于在2020年前，把所有成员国资助研究的刊物都向公众开放。

### 国会
数个众议院议员：共和党人達雷爾·伊薩和民主党人賈雷德·波利斯、佐·洛夫格林——他们也都是众议院司法委员会的成员——对政府在此事的上的行动提出了质疑，他们指出，这些针对斯沃茨的检控是“可笑而莫须有的”，波利斯说斯沃茨是一个“殉道者”，他的死说明了国会需要限制联邦检察官的自由量裁权。在国会山上斯沃茨的纪念活动上，伊萨说到：
最终，知识是属于世界上所有人的……亚伦知道这一点……我们的版权法的存在是为了促进有用的成果被开发，而非把它们藏起来。
麻省民主党议员伊莉莎白·華倫在一则声明中说到：“亚伦对互联网自由，社会正义，和对华尔街改革的倡导展示了……他思想的力量……”在一则给美国总检察长埃里克·霍尔德的信件中，德州共和党议员約翰·康寧问，“是什么让麻省检察长认为她办公室的行动是合理的？”，“对斯沃茨先生的检控到底在多少程度上是对他在信息自由法案下实行自己权利的报复？”

#### 国会调查
众议院监督与政府改革委员会主席達雷爾·伊薩，宣布会调查司法部对斯沃茨起诉。在一份发送给《赫芬顿邮报》的声明中，他称赞斯沃茨对“开放政府和公众开放访问信息”做出的成绩。他的调查得到了部分跨党派支持。
2013年1月28日，伊萨和委员会高级成员伊利亚·坎宁公开了一份致美国总检察长霍尔德的信中，质疑为什么联邦检察官增加了检控数量。
2月20号，《WBUR》报道负责斯沃茨一案的检察官卡门奥提兹将会在监督委员会听证会上解释其办公室在斯沃茨一案中的处理。
2月22日，美国副总检察长为参与这项调查国会成员做了简报。他们被告知，斯沃茨的《开放获取宣言》（Guerilla Open Access Manifesto）在检控决定中扮演了重大的角色。有人觉得，检察官们可能认为这如果不能让斯沃茨以需要服刑的重罪被判决，那么针对他的案子就没有意义的的想法。
把美国司法部称作是“报复部”的塔伦（斯沃茨女友）告诉卫报，司法部在以斯沃茨《开放获取宣言》作为他2010年前的信仰的证据上时，犯了错误。“他不是再是一个为单一问题斗争的政治活动者了，”她说，“他对很多东西，包括医保，环境变化，和金钱政治都有兴趣。”
3月6日，总检察长霍尔德在参议院司法委员会前作证，称这个案子中使用了“适当的检方自由裁量权”。
3月22日，参议员艾尔·弗兰肯在给总检察长霍尔德的信中表达了自己的担忧。弗兰肯说，“以最高35年的联邦监狱监禁的罪名起诉一个斯沃茨先生那样的年轻的人是非常激进的——特别是其中一个受害方……并不支持刑事检控。”

#### 《计算机欺诈与滥用法》
2013年，加州民主党议员佐·洛夫格林引入了《亚伦法》，即《计算机欺诈与滥用法》（英：Computer Fraud And Abuse Act，缩写：CFAA)的修正案草案（H.R. 2454, S. 1196）
把一些违反服务条款的法条从1986年《CFAA》电信诈骗罪（wire fraud）中删去。
勞倫斯·雷席格认为此案，“是非常重要的变化……《CFAA》有着导致了政府欺凌的缺陷……这份法案会移除这样的缺陷。一句话说：仅仅违反合約不能构成重罪。”教授欧林·卡尔，计算机法和刑法的专家写道，他已经为了类似的改革争斗了好多年了。美國公民自由聯盟（ACLU）也把这份修正案草案认为是“移除了非常危险的在线活动泛罪化”。电子前哨基金会也为这些改革做了很多运动。
雷席格作为福满法律与领导力教授的第一次演讲就是以《亚伦法：数字时代的法律与正义》（Aaron's Laws: Law and Justice in a Digital Age）为题的，以致敬斯沃茨。
《亚伦法》在2014年5月停止了推进，据称是由于甲骨文公司的财务利益而导致的。

#### 《公平访问科技研究法（提案）》
《公平访问科技研究法案（提案）》 (英：Fair Access to Science and Technology Research Act，缩写：FASTR)是一份要求纳税人资助的研究公开开放的提案。《FASTR》被称作是“另一份亚伦法（The Other Aaron's Law）”
俄勒冈州民主党参议员榮·懷登和德克萨斯州共和党参议员約翰·康寧在2013年与2015年两次于参议院介绍了这个法案。加州民主党众议员佐·洛夫格林、麦克·道尔、凱文·約德。参议员懷登这么评价：“《FASTR》把那些本来就不应该付费的，纳税人资助的研究从付费墙后解放出来。”
尽管提案直至2015年10月都没有通过，提案促进了美国当局对开放获取的支持，在法案刚介绍后不久，科技政策办公室就要求：“所有每年接受1亿美元以上研究资助的联邦机构都需要为提升公众访问联邦政府资助的研究做出一份方案。”

## 媒体

### 《互联网之子：亚伦斯沃茨的故事》（纪录片）
2014年1月11日，斯沃茨的第一个忌日，《互联网之子：亚伦斯沃茨的故事》公布了它的首支预告片。这部讲述斯沃茨，国安局，和《禁止网络盗版法案》法案的影片在2014年1月的“圣丹斯电影节”发布。《Democracy Now!》通过对导演布莱恩（Brian Knapperberger）、斯沃茨父亲、兄弟，及律师的访谈，报道了影片的发布和亚伦的生活及所涉案件。影片在创作共用许可下发布，2013年6月开始在影院和按需点映上线。
《Mashable》称这部纪录片是给“亚伦·斯沃茨的有力量的献礼”。它在圣丹斯的首映得到了观众的起立鼓掌。《Mashable》称，“在专家的帮助下，《互联网之子》发出了有力的声音，斯沃茨成为了他为之奋斗的权利和自由的受害者。”《荷里活報道》称这个“被美国政府检控的科技天才”的故事“令人心碎”，“对所有希望了解信息时代的法律”的必看之作。

### 其他影片
《Patriot of the Web》是由 Darius Burke 编剧执导的一部独立传记影片，将于2018年秋在亞馬遜公司上发布。影片在2017年11月在 Reelhouse和 2018年1月在 Pivotshare上有有限的点映。
《Think Aaron》是一部正在由《HBO电影频道》制作的关于斯沃茨的传记影片。

## Sci-Hub
Sci-Hub可以帮助那些無法或不願意支付昂貴費用以取得學術論文的研究者和學生。其创始人，哈萨克斯坦计算机科学家和神经科学家亞歷珊卓·艾爾巴金 因為與斯沃茨一样用行動支持學術論文的開放獲取，所以常被同時提及。

## 出版物
- Swartz, Aaron; Lucchese, Adriano,  ( PDF/ePub), New York City: Discovery Publisher, November 2014  [2017-12-31], （原始内容存档于2015-12-06）.
- Swartz, Aaron; Hendler, James, , , Kyoto, JP: Blogspace, October 2001  [2013-01-19], （原始内容存档于2011-07-09）.
- Swartz, Aaron.  (PDF). IEEE Intelligent Systems (UMBC). January–February 2002, 17 (1): 76–77  [2013-01-19]. ISSN 1541-1672. doi:10.1109/5254.988466. （原始内容存档 (PDF)于2019-07-28）.
- Gruber, John; Swartz, Aaron, , Daring Fireball, December 2004  [2013-01-19], （原始内容存档于2004-04-02）.
- Swartz, Aaron. . July 2008.
- Swartz, Aaron; James Hendler. . S.F.: Morgan & Claypool. 2009. ISBN 1-59829-920-4.
- Swartz, Aaron (Interviewee).  (Video). YouTube.   [2017-12-31]. （原始内容存档于2020-10-05）.
- Swartz, Aaron (Speaker).  (Video). D.C.: YouTube. 2012-05-21  [2017-12-31]. （原始内容存档于2020-11-19）.
- Swartz, Aaron.  ( PDF). San Francisco: Morgan & Claypool. February 2013 [2009]  [2017-12-31]. （原始内容存档于2021-04-23）. 简明摘要. To Dan Connolly, who not only created the Web but found time to teach it to me.
- Swartz, Aaron. . The New Press. January 2016  [2017-12-31]. （原始内容存档于2017-05-05）.

## 参阅
- 亞歷珊卓·艾爾巴金
- Sci-Hub
- 影子圖書館

## 延伸阅读
- Nanos, Janelle. . 波士顿（英语：Boston (magazine)）. 2014-01  [2017-12-31]. （原始内容存档于2017-10-26）.

- Peters, Justin. . Charles Scribner's Sons. 2016. ISBN 978-1476767727. Biography of Swartz.
- Poulsen, Kevin. "MIT Moves to Intervene in Release of Aaron Swartz's Secret Service File（页面存档备份，存于）." 连线. 2013-07-18.
- 杀戮开关：与互联网控制的战斗（英语：Killswitch (film)）：执导；出品